# シークレットゲーム
シークレットゲーム (Secret Game) は、FLATのコンピュータゲームシリーズ。

## 作品一覧
シークレットゲーム -KILLER QUEEN-
2008年8月21日、PS2。Windows同人ゲーム『キラークイーン』の商業版。
シークレットゲーム -KILLER QUEEN- DEPTH EDTION
2009年4月24日、Windows逆移植版。
シークレットゲーム PORTABLE
2010年5月27日、PSP移植版。
シークレットゲーム:MOBILE
2010年11月12日（Star版）・11月15日（通常版）、iアプリ移植版。
シークレットゲーム CODE:Revise
2011年3月31日、Windows。続編。